# Lligament lateral intern del genoll

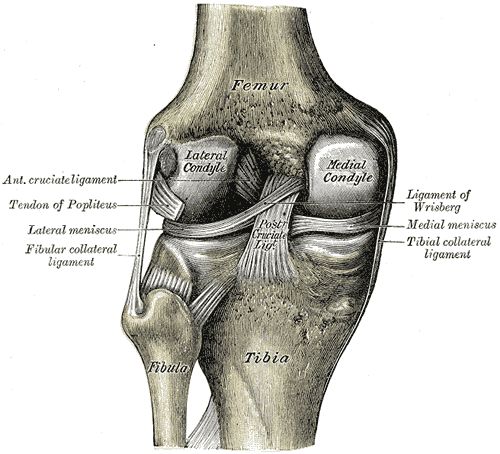
Imatge del genoll esquerre humà, vist des de darrere, on hi és visible el lligament lateral intern (tibial collateral ligament)

El lligament lateral intern del genoll (o lligament col·lateral tibial) és un dels 4 lligaments principals que sustenten l'articulació del genoll. Els altres 3 són el lligament lateral extern, el lligament creuat anterior i el lligament creuat posterior.

## Descripció
El lligament lateral intern (LLI) uneix el fèmur amb la tíbia, la seva grandària és 10 cm de llarg i 25 mm d'amplada. A la part superior s'insereix en la tuberositat del còndil intern del fèmur, mentre que a la part inferior la fa en la porció superior de la cara interna de la tíbia.
Les principals lesions que l'afecten són l'esquinç i el trencament, que solen ser provocades per un traumatisme sobre l'articulació del genoll quan aquesta es troba en situació de rotació externa o en posició de flexió i genu valgum. També la síndrome de Pellegrini-Stieda que és una ossificació del lligament per un traumatisme previ.